# NGC 7236
NGC 7236 este o interacțiune de galaxii situată în constelația Pegas. A fost descoperită în 25 august 1864 de către Albert Marth. Se află la o distanță de 103 megaparseci de Pământ.